# Zola (músico)
Bonginkosi Dlamini, nome artístico Zola, é um poeta, actor e músico kwaito sul-africano. Apresenta o seu próprio programa de televisão, Zola 7, no canal SABC 1.

## Biografia
Nascido no Soweto, Dlamini passou os seus anos formativos num dos mais duros e famosos townships, Zola, onde foi buscar o seu nome artístico. O seu pai abandonou a família, deixando a mãe para cuidar dele e do seu irmão e irmã (Gugu Dlamini) mais velhos.
Actualmente, a mãe de Zola é pastora evangélica. Bonginkosi Dlamini foi pai de uma menina, Lwandle, em 2004, nome que significa oceano. Zola comenta: "é o quanto a amo - ela cobre dois terços do meu mundo".
É completamente apaixonado pelo seu país, que considera o melhor local no mundo para se viver.

## Actor
Zola tornou-se conhecido ao desempenhar o famoso papel do gangster Papa Action na série televisiva Yizo Yizo 2. O personagem já era popular em Yizo Yizo e havia sido representado por outro actor. Zola era fisicamente semelhante, e a sua actuação só aumentou a popularidade da personagem. Zola  também criou grande parte da banda sonora e teve um papel secundário no filme Tsotsi, premiado com um Óscar para o melhor filme estrangeiro em 2005.

### Filmografia
- The Fringe (2007) IMDB
- Tsotsi (2005) IMDB
- Drum (2004) IMDB
- Yizo Yizo 2 (2001) thebomb.co.za

## Músico
Zola tem tido grande sucesso como superestrela do kwaito. Não apenas canta, mas também compõe e faz alguma produção.

### Inspiração
A sua inspiração como artista vem dos seus anos de gueto. Segundo o próprio Zola, "os miúdos do kwaito são feitos de fome, abuso, falta de pai, violência e armas. Agora em adultos temos que mudar o jogo para melhor. Agora devemos mudar tudo aquilo de que somos feitos." As suas músicas abordam diversos temas, como a disponibilidade de armas de fogo nos guetos (Greytown) e dar esperança aos desesperados (Don't Cry).

### Prémios musicais
Já recebeu quatro South African Music Awards:
- Artista do Ano - 2002
- Melhor Banda Sonora - Yizo Yizo
- Melhor Vídeo Musical - "Ghetto Scandalous"
- Melhor Álbum de Kwaito - Umdlwembe

Nos Metro FM Awards de 2001, Zola venceu com voto do público:
- Canção do Ano - "Ghetto Fabulous"
- Melhor Álbum do Ano - Umldwembe
- Melhor Álbum de Kwaito - Umdlwembe

### Discografia
- Umdlwembe

Lançamento: Maio de 2000 (Ghetto Ruff); tripla platina com mais de 180 mil cópias vendidas
Produtor: Kaybee
Faixas: 01. Not Again; 02. Mdlwembe (excerto em MP3); 03. Mavovo; 04. Ghetto Scandalous; 05. Seven 06. Guluva; 07. Woof Woof; 08. Isithembiso; 09. Mzioni; 10. Imali Yegazi; 11. Ndodandoda; 12. Ghetto Fabulous (House Remix); 13. Indodana Yolahlelo; 14. Lord Of Sound; 15. To You; 16. Mavovo (Instrumental); 17. Ndodandoda (Instrumental)
- Khokhovula

Lançamento: Novembro de 2002 (Ghetto Ruff)
Produtores: Kaybee, Zola & Wakes
Faixas: 01. Khokhovula; 02. Tshitshilami; 03. Somlinda Ngengoma; 04. 25 2 Life; 05. Feleba; 06. S'gebengu Sam; 07. Qhawe; 08. Sana Luwa (That's The Way Love Is); 09. Weba Fana; 10. Nongoloza; 11. Kwaito Fabulous; 12. Kwaito Fabulous 2; 13. Tshitshilami (Dub Mix); 14. Kaybee; 15. Outro
- Bhambatha

Lançamento: Junho de 2004 (Ghetto Ruff)
Produtor: Thabiso "Thaso" Tsotetsi
Faixas: 01. Intro; 02. Bhambatha (excerto em MP3); 03. Don't Cry (featuring Thembisile); 04. X Girlfriend (featuring Maduvha); 05. Ehlale E Zola Intro; 06. Ehlale Ezola; 07. Zingu 7 (excerto em MP3); 08. It's Your Life; 09. Nomhle; 10. Grey Town; 11. Moroba; 12. Ntandane Interlude; 13. Thobile; 14. Palesa; 15. Mghogo; 16. Kuyoze kube Nini Skit 1; 17. Kuyoze Kube Nini; 18. Kuyoze kube Nini Skit 2; 19. Shosholoza
- Ibutho

Lançamento: Outubro de 2005 (Ghetto Ruff)
Produtor: Thabiso "Thaso" Tsotetsi
Faixas: 01. Intro; 02. Skit 1; 03. Ngudu; 04. Mbodlomane (Pokémon); 05. Ibutho; 06. Ubelapho (T Shirt); 07. Uzubuye; 08. Phezulu; 09. Party; 10. Lwandle; 11. Stars; 12. Skit 2; 13. Medle'mali yakhe; 14. 2.6; 15. Jongosi; 16. uNosonka; 17. Skit 3; 18. Thando; 19. Himself (Think About It); 20. War